# 埃略萨尔德尔瓦尔科
埃略萨尔德尔瓦尔科，是西班牙卡斯蒂利亚-莱昂阿维拉省的一个市镇。 总面积20km2, 总人口134人（2001年），人口密度7人/km2。